# JaFu 1
JaFu 1 ist ein planetarischer Nebel im Sternbild Schlangenträger und liegt selbst in dem Kugelsternhaufen Palomar 6. Die Entdeckung des Nebels wurde im Jahr 1997 von George H. Jacoby und L. Kellar Fullton et al. berichtet, an deren Namen auch die Bezeichnung des Nebels angelehnt ist. Ein Modell des Nebels, das die chemischen Besonderheiten von planetarischen Nebeln in umliegenden Kugelsternhaufens erfasst, wurde im Jahr 2012 von James F. Buell gezeigt.